# Лабрадорит

скульптура из лабрадорита. Работа П. А. Фишмана

Лабрадорит — магматическая плутоническая основная нормальнощелочная горная порода семейства габброидов, разновидность анортозита. Состоит преимущественно из плагиоклаза — лабрадора с незначительной примесью (не более 5—7 %) пироксенов и рудных минералов. Назван по месту первой находки — на полуострове Лабрадор в Северной Америке.
Не путать с минералом лабрадором.
Для полированного лабрадорита характерна синяя, реже — красная или жёлтая иризация. Он широко используется как поделочный и облицовочный камень.

## Свойства
Цвет обычно серый, коричневатый или почти чёрный. Но встречаются и светлые разновидности.
Структура полнокристаллическая, равномерно кристаллическая, крупнозернистая.
Текстура — массивная.
Плотность 2,7
Форма залегания — лакколиты, лополиты, дайки, штоки.
Отдельность — пластовая, параллелепипедальная.
Генезис — интрузивная порода.
Диагностика — синий отлив на гранях слагающих кристаллов.

## Месторождения
Лабрадорит распространён в горах Адирондак (США, шт. Нью-Йорк) и Уичито (США, шт. Оклахома). Крупные массивы лабрадорита имеются в Канаде (п-ов Лабрадор), Финляндии, на территории Украины.

## Практическое значение
Применяется как высококачественный облицовочный камень в основном в монументальной архитектуре, хотя некоторые образцы с яркой голубой и зелёной иризацией используются как декоративно-поделочные камни. Лабрадоритом облицованы многие станции Московского метрополитена (например, станция «Каховская») и здания города (часть цоколя гостиницы «Москва», отделка Мавзолея и аллеи городов-героев в Александровском саду и др.), два подъезда в жилом комплексе «Второй дом советов» в Екатеринбурге (1930—1932), а также, например, колонны станции метро «Проспект Ветеранов» в Санкт-Петербурге. Чаще всего это лабрадориты Головинского и Турчинского месторождений Украины.